# L’Île-Rousse
L’Île-Rousse település Franciaországban, Haute-Corse megyében. Lakosainak száma 3213 fő (2022. január 1.). L’Île-Rousse Corbara, Monticello és Santa-Reparata-di-Balagna községekkel határos.

## Népesség
A település népességének változása:
| Lakosok száma | 2036 | 2632 | 2288 | 2758 | 3534 | 3159 | 3043 | 3163 | 3224 | 3213 |
|               | 1968 | 1982 | 1990 | 2006 | 2013 | 2015 | 2017 | 2019 | 2020 | 2022 |